# Замок Могадоуру
Замок Могадору (порт. Castelo de Mogadouro) — средневековый замок в поселке Могадору округа Браганса Португалии. Построен на северной стороне горы Могадору и предназначался для охраны северо-восточной границы от вторжений из Кастилии.

## История
Регион был рано заселен вестготами, а с VIII века — мусульманами, которые, по мнению некоторых ученых, и дали названия многих местным населенным пунктам, в том числе Могадору. Со времени своего основания деревня Могадору занимала стратегическое положение на так называемой «Мавританской дороге», пересекавшей область с севера на юг и уходившей на кастильскую Асторгу.
Во время Реконкисты окрестности Могадору были ареной многочисленных сражений между христианами и мусульманами, в результате которых регион перешел под контроль португальцев. Образовавшееся королевство Португалия определило одной из важнейших задач оборону столицы — Коимбры. Для решения этой задачи Афонсу Энрикеш (1112—1185) использовал орден тамплиеров, которому поручил защиту границы к югу и востоку от реки Мондегу. Для организации обороны в 1145 году тамплиеры получили в дар Могадору, Бейра-Байша и их окрестности, где обязались возвести замки.
Замок Могадору был возведен в промежутке между 1160 и 1165 годами. Афонсу III (1248—1279) даровал Могадору фуэрос (27 декабря 1272). Во время правления короля Диниша I (1279—1325) селение получило новый фуэрос (1297), а также обрело крепостную стену. В это же время рядом с селом был открыт монастырь Сан-Мамеде-де-Могадору. В 1311 году, в связи с ликвидацией ордена тамплиеров, Могадору в составе других тамплиерских владений была передана Ордену Христа.
Замок был реконструирован и обновлен в правление Жуана II (1481—1495). В 1512 году по приказу Мануэля I (1495—1521) в Могадору был построен великолепный дворец, ставший резиденцией мэра.
Во второй половине XVIII века замок окончательно утратил своё военное значение и стал приходить в запустение.
2 января 1946 года руины замка были объявлены национальным памятником, а в 1950 году началось восстановление крепостных построек. В наши дни акция вандалов привела к разрушению перил въездной башни и её ворот.

## Архитектура
Замок представляет собой типичный пример средневековой военной архитектуры и сложен из гранита и сланца, укрепленных глиной. От крепостных укреплений сохранились две башни, обе четырехугольной планировки. Внутри башни разделены на три этажа, верхний был предусмотрен для размещения сигнальных колоколов.
Чуть дальше от башен находятся остатки городских стен.